# Jean-Baptiste Darlan
Pour les articles homonymes, voir Darlan.
Jean-Baptiste Darlan est un homme politique français né le 10 juin 1848 à Podensac (Gironde) et décédé le 8 décembre 1912 à Nérac (Lot-et-Garonne).
Il est le père de l'amiral François Darlan.
Avocat et maire de Nérac (1881-1900), puis conseiller général de Lot-et-Garonne de 1886 à 1898. 
- Député républicain (membre de l'Union progressiste entre 1894 et 1896) de Lot-et-Garonne de 1889 à 1898.
- Ministre de la Justice du 29 avril au 26 septembre 1896 dans le gouvernement Jules Méline.
- Ministre de la Justice et des Cultes du 26 septembre 1896 au 2 décembre 1897 dans le gouvernement Jules Méline. Il démissionne de son poste après avoir reçu un blâme du Sénat pour une affaire futile[1].

## Sources
- « Jean-Baptiste Darlan », dans le Dictionnaire des parlementaires français (1889-1940), sous la direction de Jean Jolly, PUF, 1960 [détail de l’édition]